# Herpetosoma
Herpetosoma – podrodzaj trypanosom – kinetoplastydów z rodziny świdrowców należących do królestwa protista.
Cechami charakterystycznymi tych podrodzajów jest:
- średnie rozmiary
- subterminalny kinetoplast
- u ssaków rozmnaża się amastigota lub (i) epimastigota
- są przenoszone przez muchy[2]

Większość znanych świdrowców należących do tego podrodzaju jest pasożytami gryzoni i morfologicznie jest bardzo podobna do Trypanosoma (Herpetosoma) lewisi.
Należą tu następujące gatunki:
- Trypanosoma (Herpetosoma) advieri - Floch, 1941[3]
- Trypanosoma (Herpetosoma) cebus[3]
- Trypanosoma (Herpetosoma) diasi[4]
- Trypanosoma (Herpetosoma) evotomys[5]
- Trypanosoma (Herpetosoma) grosi[5]
- Trypanosoma (Herpetosoma) lewisi
- Trypanosoma (Herpetosoma) mesnilbrimontii Deane, 1961[3]
- Trypanosoma (Herpetosoma) microti[5]
- Trypanosoma (Herpetosoma) musculi[2]
- Trypanosoma (Herpetosoma) mycetae[4]
- Trypanosoma (Herpetosoma) myrmecophague Floch and Abonnene, 1948[3]
- Trypanosoma (Herpetosoma) nabiasi[5]
- Trypanosoma (Herpetosoma) preguici Shaw, 1969[3]
- Trypanosoma (Herpetosoma) rangeli – obecnie kwestionuje się przynależność tego gatunku do tego podrodzaju. Przenosząc T. rangeli do podrodzaju Schizotrypanum[2]
- Trypanosoma (Herpetosoma) saimirii[4]